# Synallactida
Los Synallactida son un orden de equinodermos holoturoideos. Los taxones dentro de Synallactida se clasificaban en un orden llamado Aspidochirotida, sin embargo en 2017 se determinó que era polifilético.

## Taxonomía
El orden Synallactida incluye 130 especies en tres familias:
- Deimatidae Théel, 1882 – 9 géneros (34 especies)
- Stichopodidae Haeckel, 1896 – 12 géneros (83 especies)
- Synallactidae Ludwig, 1894 – 3 géneros (11 especies)